# Taylor Brauneis
Taylor Brauneis (Crystal Lake, 5 settembre 1991) è una pallavolista statunitense.
Gioca nel ruolo di palleggiatrice nel NÖ Sokol/Post.

## Carriera
La carriera di Taylor Brauneis inizia a livello scolastico, giocando per la formazione della Prairie Ridge High School. Terminate le scuole superiori continua a giocare anche a livello universitario, prendendo parte alla Division I NCAA: dal 2010 al 2011 gioca per la University of Louisville, per poi trasferirsi alla University of Florida, dove gioca dal 2012 al 2013.
Nella stagione 2014 firma il suo primo contratto professionistico, ingaggiata nella Liga de Voleibol Superior Femenino dalle Lancheras de Cataño, senza tuttavia terminare l'annata. Dopo un periodo di inattività, torna in campo nella stagione 2016-17, ingaggiata dal NÖ Sokol/Post, club dell'Austrian Volley League Women col quale vince lo scudetto.

## Palmarès

### Club
- Campionato austriaco: 1

2016-17